# سكاي تريدرز
سكاي تريدرز (بالإنجليزية: Skytraders)‏ هي شركة طيران أسترالية. يقع مقرها الرئيسي في نيوساوث ويلز، أستراليا. تأسست سكاي تريدرز في عام 1979. وهي تقدم خدمات جوية متخصصة للحكومة الفيدرالية الأسترالية.   